# ГЕС Ітумбіара
ГЕС Ітумбіара (порт. Usina Hidrelétrica de Itumbiara) — гідроелектростанція на сході Бразилії на межі штатів Мінас-Жерайс та Гояс. Розташована між ГЕС Емборкасан (вище по течії) та ГЕС Кашуейра-Дорада, входить до складу каскаду на Паранаїбі (правий виток другої за довжиною річки Південної Америки Парани).
У межах проєкту Паранаїбу перекрили гравітаційною комбінованою греблею із земляної (довжина 6288 метрів) та бетонної (довжина 520 метрів) частин. Вона має висоту 106 метрів та потребувала для свого спорудження 31,5 млн м3 ґрунту та 1,8 млн м3 бетону. Гребля утримує велике водосховище з площею поверхні 778 км2 та об'ємом 17 млрд м3 (корисний об'єм 12,5 млрд м3), в якому можливе операційне коливання рівня поверхні між позначками 495 та 520 метрів НРМ (максимальний рівень на випадок повені становить 521,2 метра НРМ).
Пригреблевий машинний зал обладнали шістьома турбінами типу Френсіс потужністю по 347 МВт, що при напорі у 80 метрів повинні виробляти близько 8,9 млрд кВт·год електроенергії на рік.
Видача продукції відбувається під напругою 525 кВ.
З 1997 року на станції Ітумбіара діє диспетчерський центр, з якого управляється ГЕС Корумба.